# Ammari (Tissemsilt)
Ammari (în arabă عمارى) este o comună din provincia Tissemsilt, Algeria.
Populația comunei este de 7.841 de locuitori (2008).